# Oswald Lutz (General)

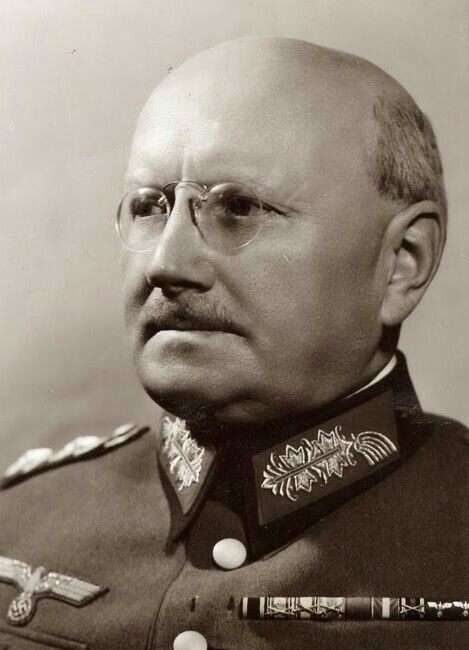
Oswald Lutz

Oswald Lutz (* 6. November 1876 in Öhringen; † 26. Februar 1944 in München) war ein deutscher Offizier, zuletzt General der Panzertruppe im Zweiten Weltkrieg.

## Leben

### Bayerische Armee
Lutz trat am 3. Juli 1894 als Dreijährig-Freiwilliger und Fahnenjunker in die Bayerische Armee ein. Dort erfolgte seine Zuteilung zum Eisenbahn-Bataillon und am 1. Oktober 1894 die Beförderung zum Unteroffizier. Als dieser erreichte er im Januar 1895 die Reife als Portepeefähnrich. Anschließend besuchte er einen Lehrkursus an einer Kriegsschule. Am 5. Februar 1895 erfolgte seine Beförderung zum Fähnrich mit Patent sowie einen Tag später der Erwerb des Zeugnisses seiner Offiziersreife. Nach der Beförderung zum Sekondeleutnant am 27. Februar 1896 wurde Lutz für zwölf Monate zum 1. Pionier-Bataillon abkommandiert. Im Februar 1897 wechselte er an die Gewehrfabrik Amberg. Im Anschluss an dieser Tätigkeit belegte Lutz von Oktober bis November 1897 bei der Reitenden Abteilung des 3. Feldartillerie-Regiments „Königin Mutter“ einen Reitkurs. Danach erfolgte seine Rückversetzung zum Eisenbahn-Bataillon, in dem er bis Januar 1901 verblieb. Während dieser Zeit besuchte Lutz von Oktober 1898 bis Juli 1900 die Artillerie- und Ingenieur-Schule in München. Am 15. November 1900 wurde er dort zum Oberleutnant befördert. Von Februar 1901 bis August 1903 diente er in der Fortifikation Ingolstadt und Metz und kehrte anschließend wieder in das Eisenbahn-Bataillon zurück. Dort wurde Lutz bis 1906 als Adjutant, ab 19. Mai nunmehr als Hauptmann ohne Patent, und später als Kompaniechef eingesetzt. Unterbrochen war diese Zeit von einer erneuten Verwendung bei der Fortifikation Ulm. 1910 absolvierte Lutz bei der Staatseisenbahn eine Ausbildung im Eisenbahnbetriebsdienst. Am 3. März 1911 erhielt das Patent zu seinem Dienstgrad. Im Oktober 1913 erfolgte die Versetzung zur Inspektion des Ingenieurkorps. Dort war Lutz über den Ausbruch des Ersten Weltkrieges hinaus als Adjutant tätig.

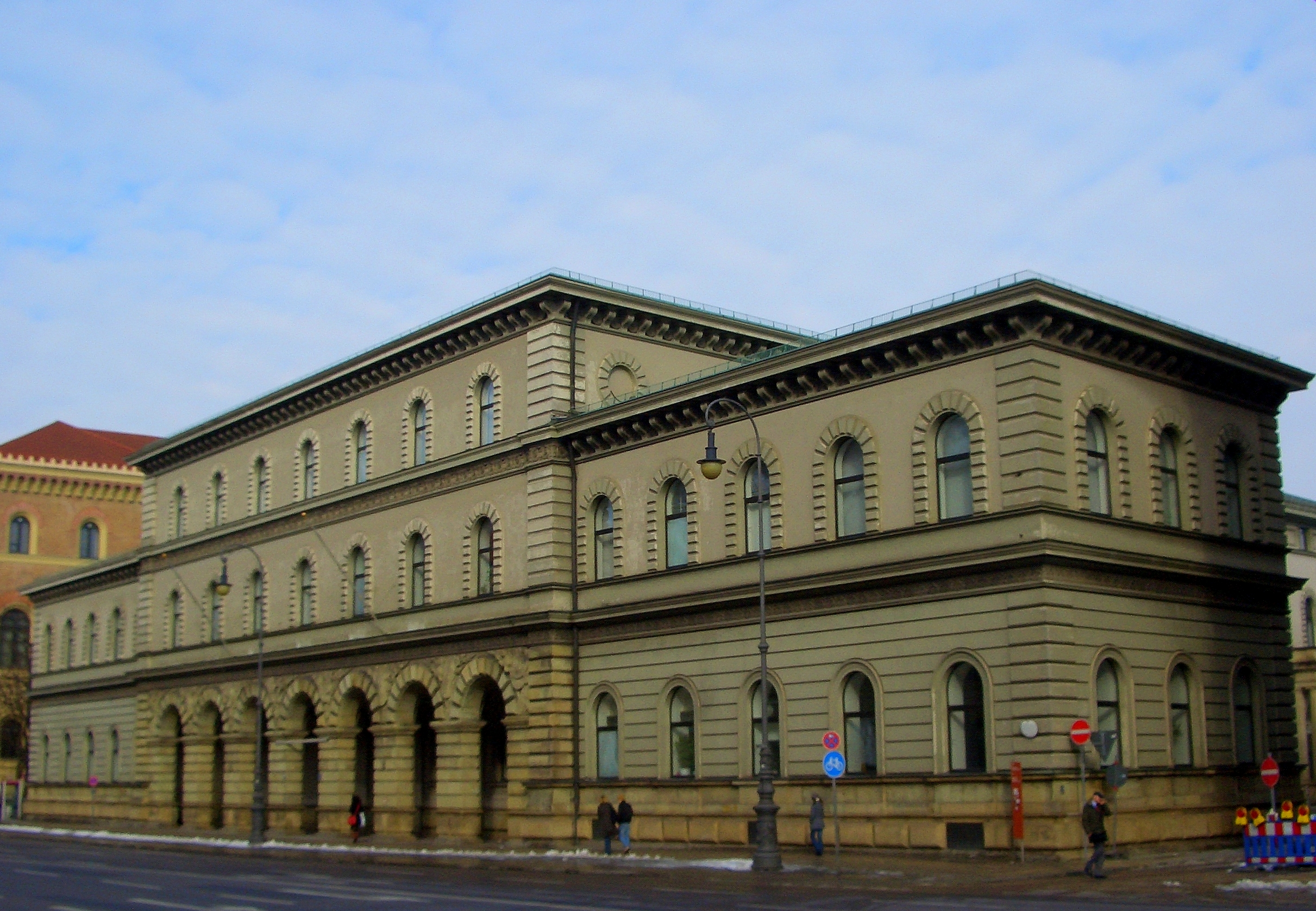
Das ehemalige Bayerische Kriegsministerium in München.

Ende März 1915 wurde Lutz zum Kommandeur der Kraftfahrtruppen bei der 6. Armee an der Westfront ernannt. Im Januar 1917 schied er von dieser Position aus. Anschließend fungierte der am 17. April 1917 zum Major beförderte Lutz wieder bei der Inspektion im Ingenieurkorps und von April bis Juli 1917 als Stabsoffizier bei den Eisenbahntruppen im Armeeoberkommando 7. Vom 18. Juli bis Ende November 1917 erfolgte seine zeitweise Versetzung zur Militär-Eisenbahndirektion 2. Im Dezember 1917 wurde Lutz zum Feldeisenbahnchef im Großen Hauptquartier ernannt, von dessen Posten er am 25. September 1918 zurücktrat. Während dieser Zeit war er kurzfristig im Stab Rekodes Zennig eingesetzt.
Im April 1918 erfolgte seine Ernennung zum Kommandeur der Kraftfahrtruppen. Doch schon im Oktober des gleichen Jahres wurde Lutz nach München in das Kriegsministerium abkommandiert. Dort wurde er Chef der Sektion IV.

### Reichswehr
Das Bayerische Kriegsministerium trug nach der Novemberrevolution die Bezeichnung Staatsministerium für militärische Angelegenheiten, wurde am 25. August 1919 aufgelöst und schließlich als Teil der neuen Militärhoheit der Reichswehr unterstellt. Im Oktober 1919 wurde Lutz zum Führer der Kraftfahrtruppen im Reichswehr-Gruppenkommando 4 ernannt. Im Oktober 1920 erfolgte seine Ernennung zum Kommandeur der Kraftfahr-Abteilung 21. Diese Abteilung wurde später in die 7. (Bayerische) Kraftfahr-Abteilung umbenannt, dessen Kommandeur Lutz, ab 1. Februar 1923 nunmehr Oberstleutnant, bis Mitte Februar 1924 blieb. Im März 1924 erfolgte seine Ernennung zum Abteilungsleiter der Inspektion für Waffen und Gerät. Im Februar 1927 erfolgte seine Versetzung zum Stab des Gruppenkommandos 1 nach Berlin. Dort wurde er am 1. Januar 1928 zum Oberst befördert. Im Oktober des gleichen Jahres erfolgte seine Kommandierung zum Reichswehrministerium (RWM), wo Lutz im November 1928 zum Chef des Stabes der Abteilung Inspektion der Verkehrstruppen (In 6) ernannt wurde. Am 1. April 1931 wurde Lutz, unter gleichzeitiger Beförderung zum Generalmajor, zum Inspekteur der Verkehrstruppen ernannt. Nachfolger als Chef des Stabes wurde Heinz Guderian.
Während dieser Zeit fungierte Lutz, unter Umgehung des Versailler Vertrags, als erster Leiter der geheimen deutschen Panzerschule in Kasan in der Sowjetunion. Nachfolger der Panzerschule wurde 1932 sein Ziehsohn Guderian. Beide entwickelten in Kasan die Grundlagen der künftigen Panzerwaffe. Am 1. Februar 1933 wurde Lutz zum Generalleutnant befördert und im Juli 1934 erfolgte die Ernennung zum Kommandeur der Kraftfahrtruppen in der nunmehr umbenannten Inspektion der Kraftfahrtruppen (vormals Inspektion der Verkehrstruppen) im RWM. Im Oktober 1934 wurde seine Stellung in den Inspekteur der Kraftfahrtruppen umbenannt.

### Wehrmacht und Zweiter Weltkrieg
Am 1. Oktober 1935 trat Lutz zur Wehrmacht über, wo er Mitte des Monats zum Inspekteur der Kraftfahrkampftruppen und für Heeresmotorisierung ernannt wurde. Zugleich fungierte Lutz als Kommandierender General der Panzertruppe. In dieser Dienststellung erfolgte am 1. November 1935 seine Beförderung zum ersten General der Panzertruppe der im Aufbau befindlichen Wehrmacht. Hier festigte er seinen Ruf als Lehrmeister von Guderian und „Vater“ der neuen Panzerwaffe.
Am 15. Februar 1938 wurde Lutz im Zusammenhang mit der Blomberg-Fritsch-Krise durch Intervention Hitlers von seinen bisherigen Dienststellungen entbunden und zum 28. Februar 1938 verabschiedet.
Doch bereits am 1. November 1938 wurde Lutz beim III. Armeekorps „zur Verfügung“ reaktiviert. Im gleichen Jahr erfolgte seine Ernennung zum Präsidenten des Reichs-Kraftwagen-Betriebsverbandes (RKB), dessen bisheriger Präsident Wilhelm Scholz von Julius Dorpmüller bereits im Oktober 1938 von dieser Stellung abgesetzt worden war. Unter Lutz Führung wurde das Transportmanagement an den westlichen Grenzbefestigungen und die Kommunikation zwischen RKB und Wehrmacht nachhaltig verbessert.
Am 22. Februar 1941 wurde Lutz zum Kommandeur des Verbindungsstabes Transnistrien ernannt; eine Funktion, die er bis zur Aufhebung seiner Mobilmachungsbestimmungen Ende Mai 1942 ausfüllte. Sein Nachfolger auf diesem Posten wurde Generalleutnant Friedrich-Wilhelm von Rothkirch und Panthen. Am 31. Dezember 1943 erfolgte auch die Aufhebung seiner „z.V.“ Stellung.
Wenig später ist Lutz am 26. Februar 1944 in München verstorben.

## Familie
Lutz’ Sohn Hans war in der Wehrmacht Oberst i. G., seit 1946 Angehöriger der Organisation Gehlen und seit 1956 des Bundesnachrichtendienstes. Er führte den Dienstnamen „Roth“.

## Auszeichnungen
- Eisernes Kreuz (1914) II. und I. Klasse[13]
- Bayerischer Militärverdienstorden IV. Klasse mit Schwertern und Krone[13]
- Bayerisches Dienstauszeichnungskreuz II. Klasse[13]
- Ritterkreuz I. Klasse des Albrechts-Ordens mit Schwertern[13]
- Ritterkreuz I. Klasse des Friedrichsordens mit Schwertern[13]
- Hanseatenkreuz Hamburg[13]
- Friedrich-Kreuz[13]

## Nachkriegsehrung
Die Bundeswehr ehrte den ersten General der Panzertruppe damit, indem sie die Kaserne in Munster den Namen Lutz-Kaserne verlieh. Später wurde der Name in Schulz-Lutz-Kaserne Munster geändert. Am 18. September 2019 verlor die Kaserne durch Umbenennung in Örtzetal-Kaserne den Namensbezug.

## Nachlass
Der Nachlass von Oswald Lutz wurde nach Kriegsende in die Vereinigten Staaten verbracht. 1962 erfolgte die Rückgabe dieser Unterlagen an das Bundesarchiv in Koblenz. Unter den Unterlagen befinden sich seine Notizen zur Entwicklung der Panzerwaffe sowie diverse militärische Korrespondenzen.